# Chiesa di San Giacomo Apostolo (Licciana Nardi)
La chiesa di San Giacomo Apostolo, conosciuta anche come chiesa di San Giacomo Maggiore Apostolo e come chiesa dei Santi Giacomo e Cristoforo, è la parrocchiale di Licciana Nardi, in provincia di Massa-Carrara e diocesi di Massa Carrara-Pontremoli; fa parte del vicariato di Aulla.

## Storia

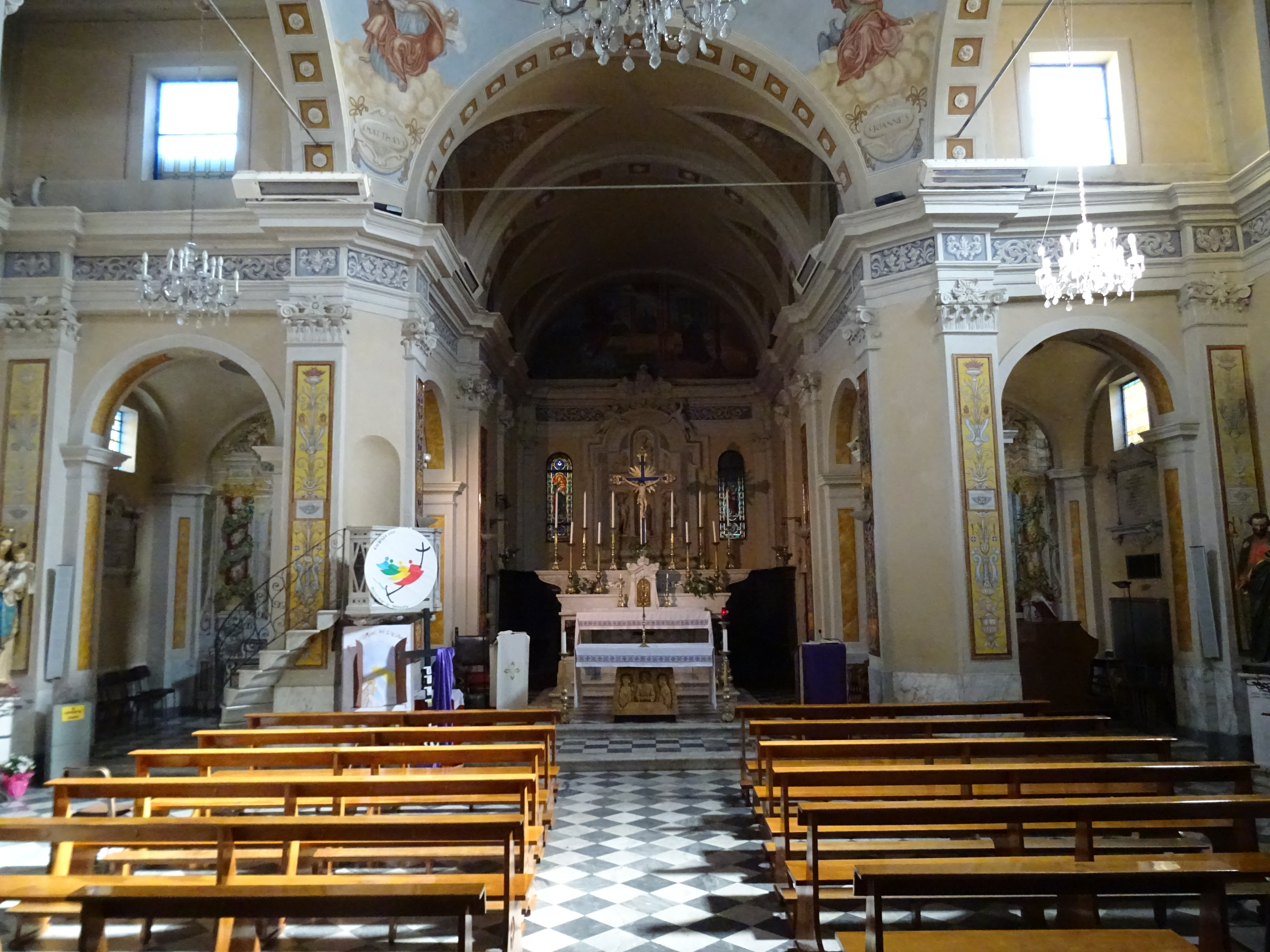
L'interno

La prima citazione di una chiesa a Licciana Nardi risale al 1225; negli Esitimi della diocesi di Luni si fa menzione della chiesetta de Sancto Vagerano vel Lizana, che probabilmente era l'antica cappella di San Valeriano, oggi non più esistente.

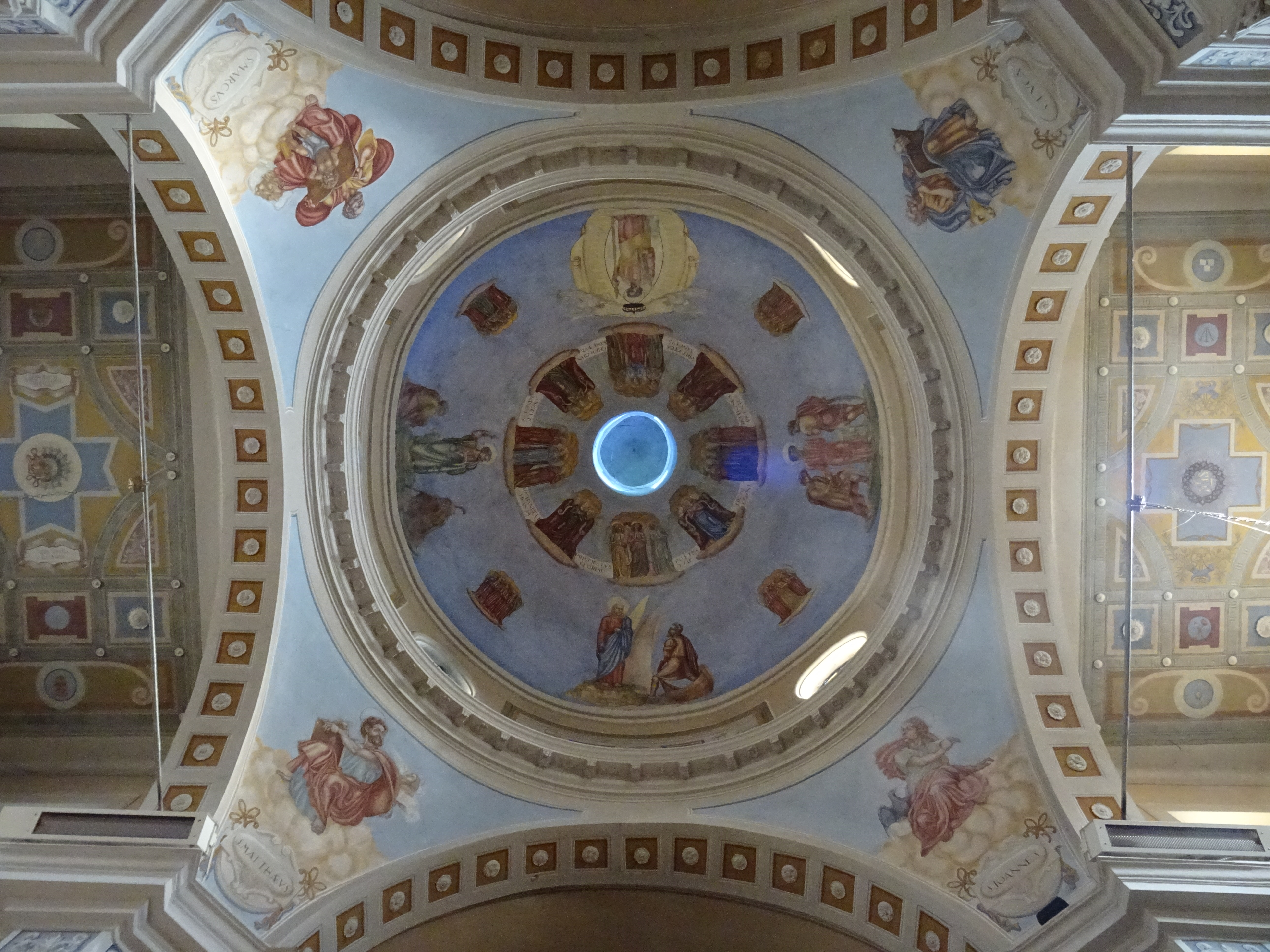
La cupola

 L'originaria parrocchiale sorgeva probabilmente presso l'attuale camposanto, dove tuttora sorge una cappella intitolata a san Rocco.
Dalla relazione della visita dell'11 maggio 1568 del canonico sarzanese Antonio Griffi s'apprende che la chiesa era in buone condizioni, e da quella della visita del 1584 che era dedicata ai Santi Giacomo e Cristoforo. Alla fine del XVII secolo, con l'accrescimento del paese, si rese necessaria una nuova chiesa e l'8 maggio del 1698 il marchese Giacomo III Malaspina si accordò con il vescovo di Luni Giovanni Girolamo Naselli per la riedificazione della struttura e ottenne il giuspatronato; l'attuale parrocchiale venne così ultimata nel 1705.
Nel 1920, a causa di una scossa di terremoto in Lunigiana, le volte a botte del transetto crollarono e furono sostituite con elementi in cemento armato; ulteriori lavori di restauro si portassero fino al 1946, anno in cui la chiesa poté venir riaperta al culto. Ulteriori restauri vennero poi eseguiti all'inizio degli anni Duemila.

## Descrizione
La facciata, che è spartita in due ordini da una cornice marcapiano, è divisa in tre parti rispecchiando così anche la ripartizione interna delle navate; la porzione centrale è caratterizzata dal portale in arenaria, che presenta una lapide recante la data in cui fu ultimata la chiesa e sopra il quale vi è una nicchia ospitante una statua il cui soggetto è san Giacomo il Maggiore, una finestra con un timpano curvilineo spezzato e, coronare il tutto, il timpano triangolare al centro del quale c'è un oculo e ai lati due pinnacoletti.
La pianta è a croce greca e nel punto di intersezione tra la navata e il transetto vi è una cupola; l'aula termina con il presbiterio, sul quale si aprono due cappelle laterali, rifatte tra il 2004 e il 2005. Sul retro della chiesa è posto il campanile che ospita cinque campane intonate in Lab3 maggiore, quattro di esse sono di recente fusione (opera della fonderia Capanni di Castelnovo ne’ Monti) mentre la mezzana è risalente al secolo scorso.